# Wikłacz ozdobny
Wikłacz ozdobny (Euplectes aureus) – gatunek małego ptaka z rodziny wikłaczowatych (Ploceidae).

## Systematyka
Gatunek ten po raz pierwszy zgodnie z zasadami nazewnictwa binominalnego opisał w 1789 roku niemiecki przyrodnik Johann Friedrich Gmelin w uzupełnionym przez siebie 13. wydaniu linneuszowskiego Systema Naturae. Gmelin nadał ptakowi nazwę Loxia aurea, a jako miejsce typowe wskazał Benguelę (na zachodnim wybrzeżu Angoli). Obecnie gatunek umieszczany jest w rodzaju Euplectes. Nie wyróżnia się podgatunków.

## Występowanie
Wikłacz ozdobny to endemiczny gatunek występujący w zachodniej części Angoli. Został introdukowany na terenie Wyspy Świętego Tomasza. Występuje do wysokości do 300 m n.p.m. Preferuje sawannę oraz tereny zalewowe z bujną roślinnością, bywa też spotykany w zaroślach akacjowych i na opuszczonych polach bawełny.

## Charakterystyka

### Morfologia
Występuje u nich dymorfizm płciowy. Samce w szacie godowej są czarne z żółtym grzbietem. Samice i samce w szacie spoczynkowej są natomiast brązowe, prążkowane, z żółtym nalotem na twarzy.
Długość ciała 12 cm; masa ciała 25 g.

### Rozmnażanie
Ich sezon lęgowy trwa od grudnia do kwietnia. Samce budują owalne gniazda z dużym wejściem. Są one ukryte w trawie. Zazwyczaj w gnieździe znajdują się 2 lub 3 jaja. Są białe, mają delikatne czarne plamki. Po około 2 tygodniach młode wykluwają się.

## Status
W Czerwonej księdze gatunków zagrożonych IUCN wikłacz ozdobny jest uznawany za gatunek najmniejszej troski (LC, ang. Least Concern). Liczebność populacji nie została oszacowana, ale gatunek ten opisywany jest jako pospolity. Ze względu na brak dowodów na spadki liczebności bądź istotne zagrożenia dla gatunku BirdLife International ocenia trend liczebności populacji jako prawdopodobnie stabilny.